# Sam Fisher
Samuel Robert „Sam” Fisher – główny bohater serii gier komputerowych i powieści Splinter Cell.

## Postać w mediach
Gry
- Tom Clancy’s Splinter Cell (2002)
- Tom Clancy’s Splinter Cell: Pandora Tomorrow (2004)
- Tom Clancy’s Splinter Cell: Chaos Theory (2005)
- Tom Clancy’s Splinter Cell: Essentials (2006)
- Tom Clancy’s Splinter Cell: Double Agent (2006)
- Tom Clancy’s Splinter Cell: Conviction (2010)
- Tom Clancy’s Splinter Cell: Blacklist (2013)
- Tom Clancy’s Rainbow Six Siege (2015)
- Tom Clancy's Ghost Recon Wildlands (2017)
- Tom Clancy's Ghost Recon Breakpoint (2019)

Książki
- Tom Clancy’s Splinter Cell (2004) – David Michaels
- Tom Clancy’s Splinter Cell: Operacja Barrakuda (ang. Operation Barracuda) (2005) – David Michaels
- Tom Clancy’s Splinter Cell: Szach-mat (ang. Checkmate) (2006) – David Michaels
- Tom Clancy’s Splinter Cell: Sojusz zła (ang. Fallout) (2007) – David Michaels
- Tom Clancy’s Splinter Cell: Endgame/Conviction (2009) - David Michaels

## Odbiór
Postać Sama Fisher zyskała uznanie krytyków i została określona jako jedna z najważniejszych postaci z gier na Xboxa. W 2008 roku redakcja australijskiej gazety „The Sydney Morning Herald” uznała Fishera siódmą najlepszą postacią na konsolę Xbox, opisując go jako samotnego wilka i człowieka czynu. Guinness World Records Gamer's Edition z 2011 roku wymienia tę postać jako dwudziestą czwartą najpopularniejszą postać z gier wideo.
W 2013 roku Chad Hunter i Michael Rougeau z serwisu Complex umieścili Fishera na 18. miejscu na liście najważniejszych żołnierzy w grach wideo, nazywając go amerykańskim Jamesem Bondem.